# 埃费琳·考费尔
埃费琳·考费尔（德語：Evelin Kaufer，1953年2月22日—），德国前女子田径运动员，主攻短跑。她曾代表东德参加1972年夏季奥林匹克运动会田径比赛，获得女子4×100米接力银牌。